# Дом с флагштоком
Музей чайной посуды (англ. Museum of Tea Ware; кит. 茶具文物館) открыт 27 января 1984 года в Доме с флагштоком (англ. Flagstaff House; кит. 旗杆屋), поэтому нередко называется также Музеем чайной посуды в Доме с флагштоком. Является подразделением Гонконгского музея искусств, находящегося в управлении Министерства досуга и культуры Гонконга.

## О музее
Музей располагается на Коттон Три Драйв в Центральном районе, на территории Гонконгского парка.
Задачей музея является собирание, изучение и экспонирование чайной посуды. Основой коллекции музея стал дар доктора К. С. Ло, который включает в себя значительное количество чайников из исинской глины.
Музей открыт для посещения ежедневно, кроме вторников и первых двух дней Китайского Нового года. Время работы с 10 до 18 часов; в канун католического Рождества и канун Китайского Нового года с 10 до 17 часов.
Вход свободный.

## История
Здание, в котором расположен музей, было построено в 1846 году для генерал-майора Джорджа Чарльза д'Агилара и именовалось Штабным домом. В 1932 году здание приобрело более известное своё название — Дом с флагштоком. До 1976 года здесь располагался командующий британскими вооружёнными силами в Гонконге, а также располагалась его резиденция.
В 1981 году здание было передано Городскому совету для организации музея, в котором могли бы экспонироваться предметы из подаренной городу коллекции доктора К. С. Ло. 27 января 1984 года здесь в качестве филиала Гонконгского музея искусств был открыт Музей чайной посуды, став первым тематическим музеем чайной утвари в Азии.
Дом с флагштоком считается старейшим в Гонконге зданием, построенном в неогреческом стиле. Относительно того, кто выступил архитектором здания, мнения расходятся: высказываются предположения, что это был либо Мёрдок Брюс, либо лейтенант Бернард Коллинсон.

## Галерея

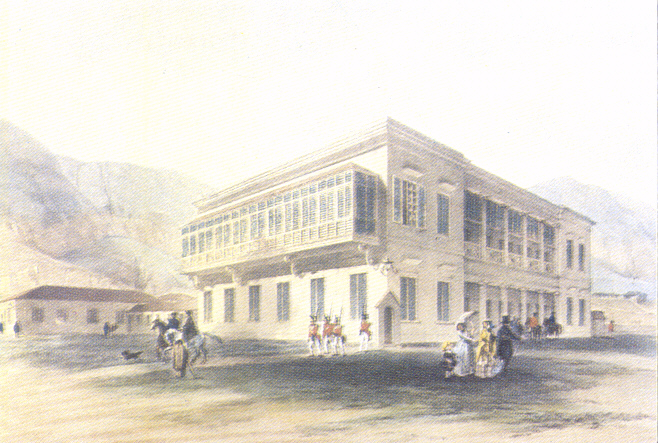
Дом с флагштоком в 1846 году
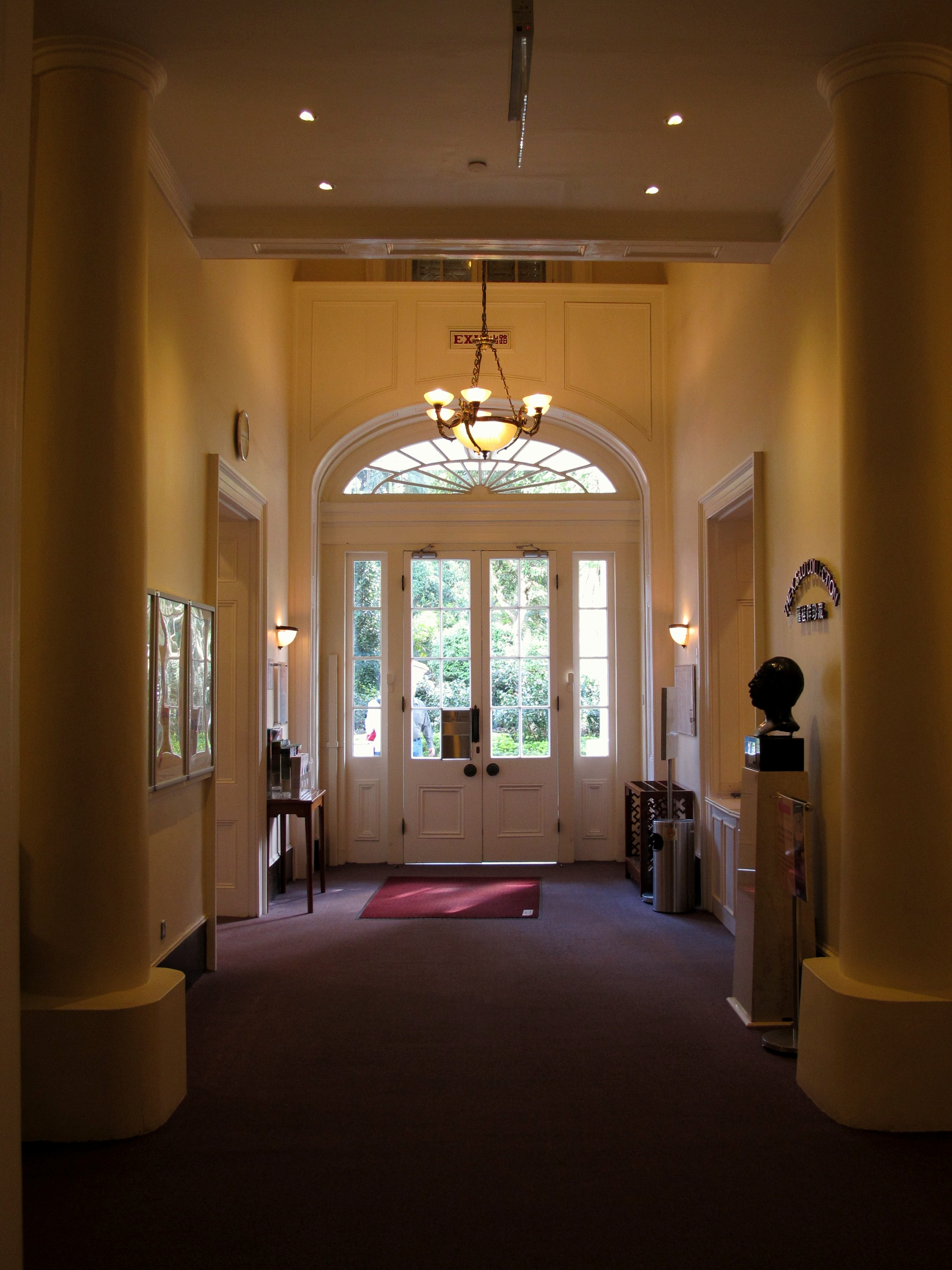
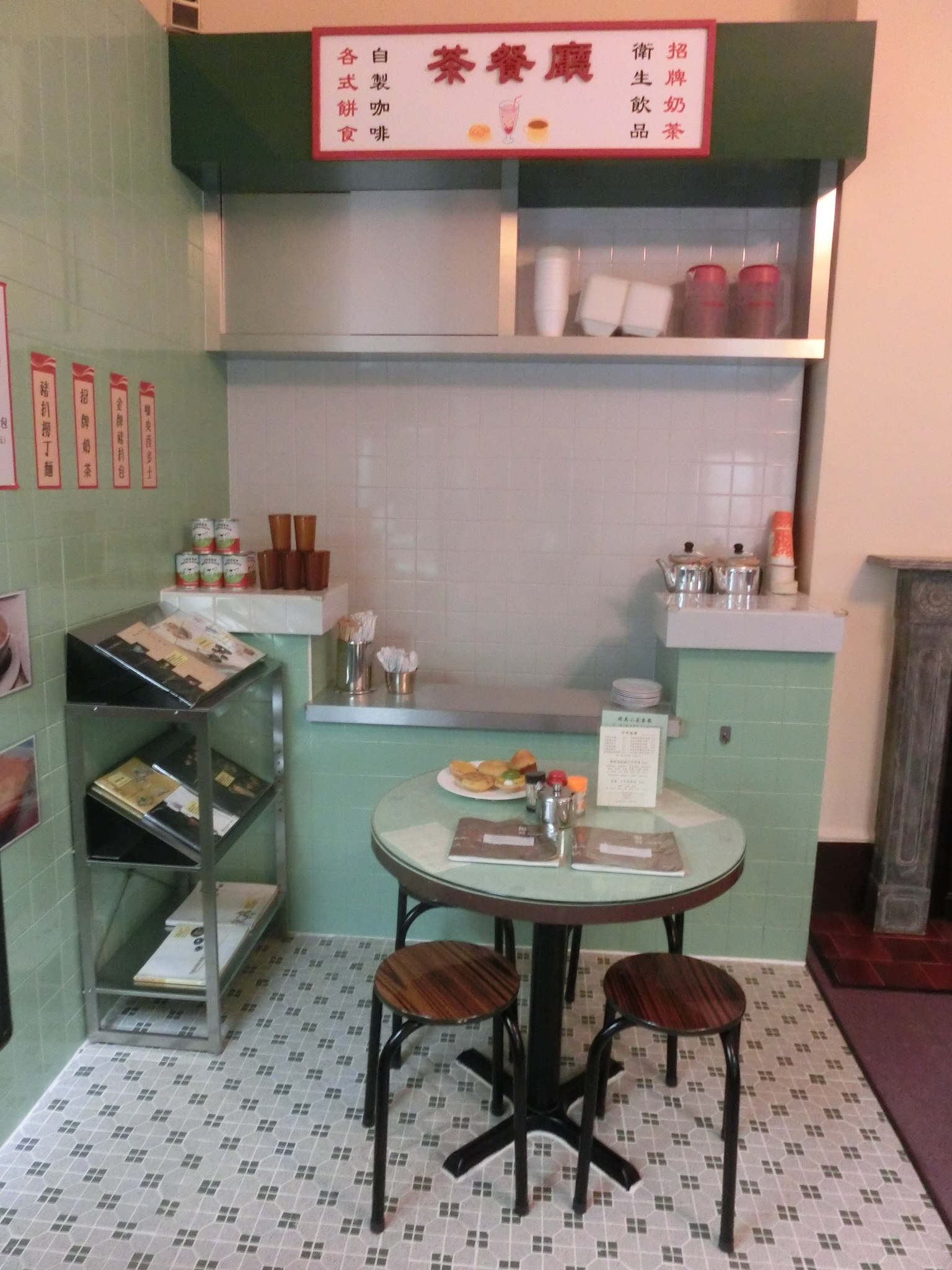
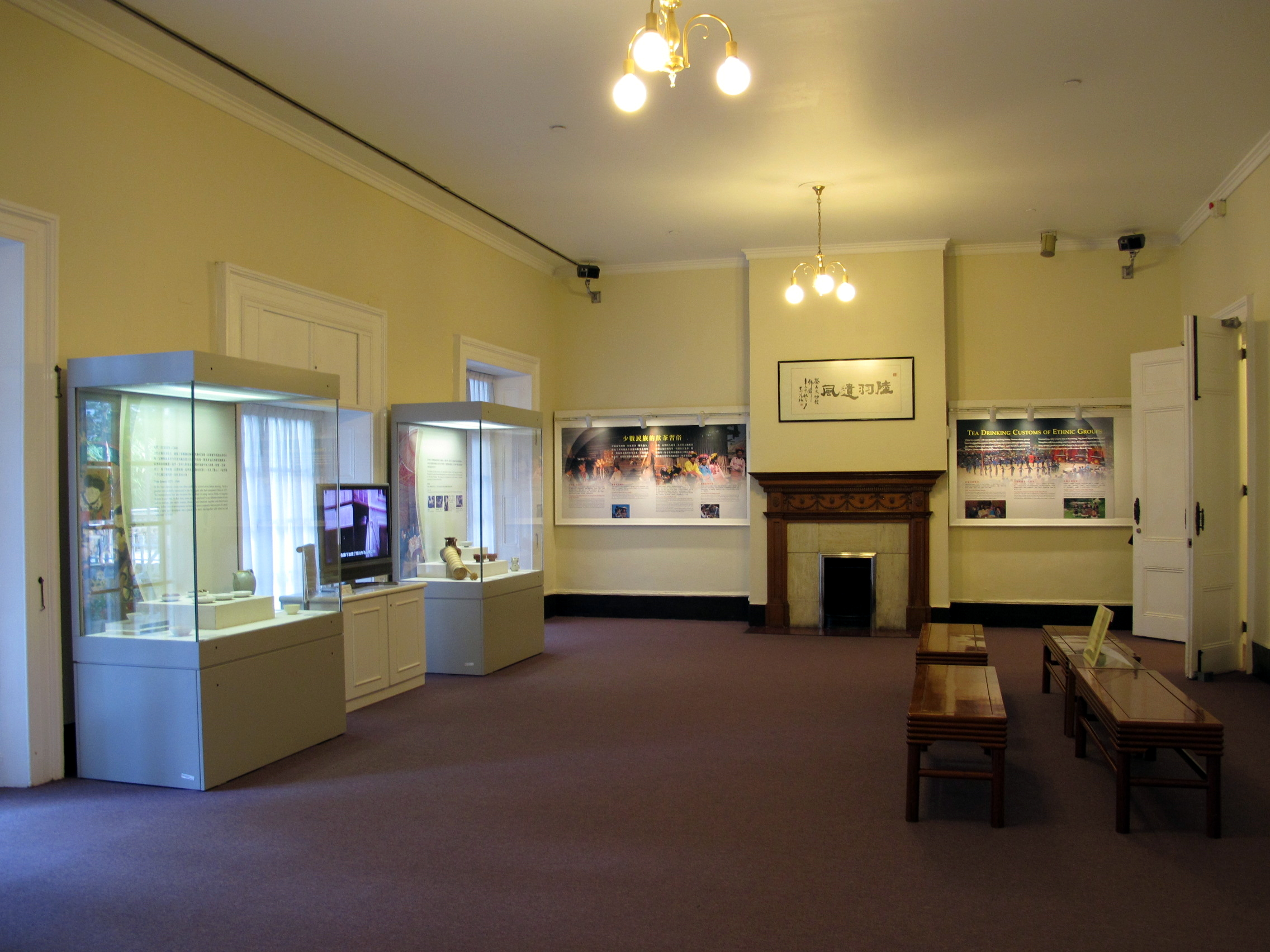
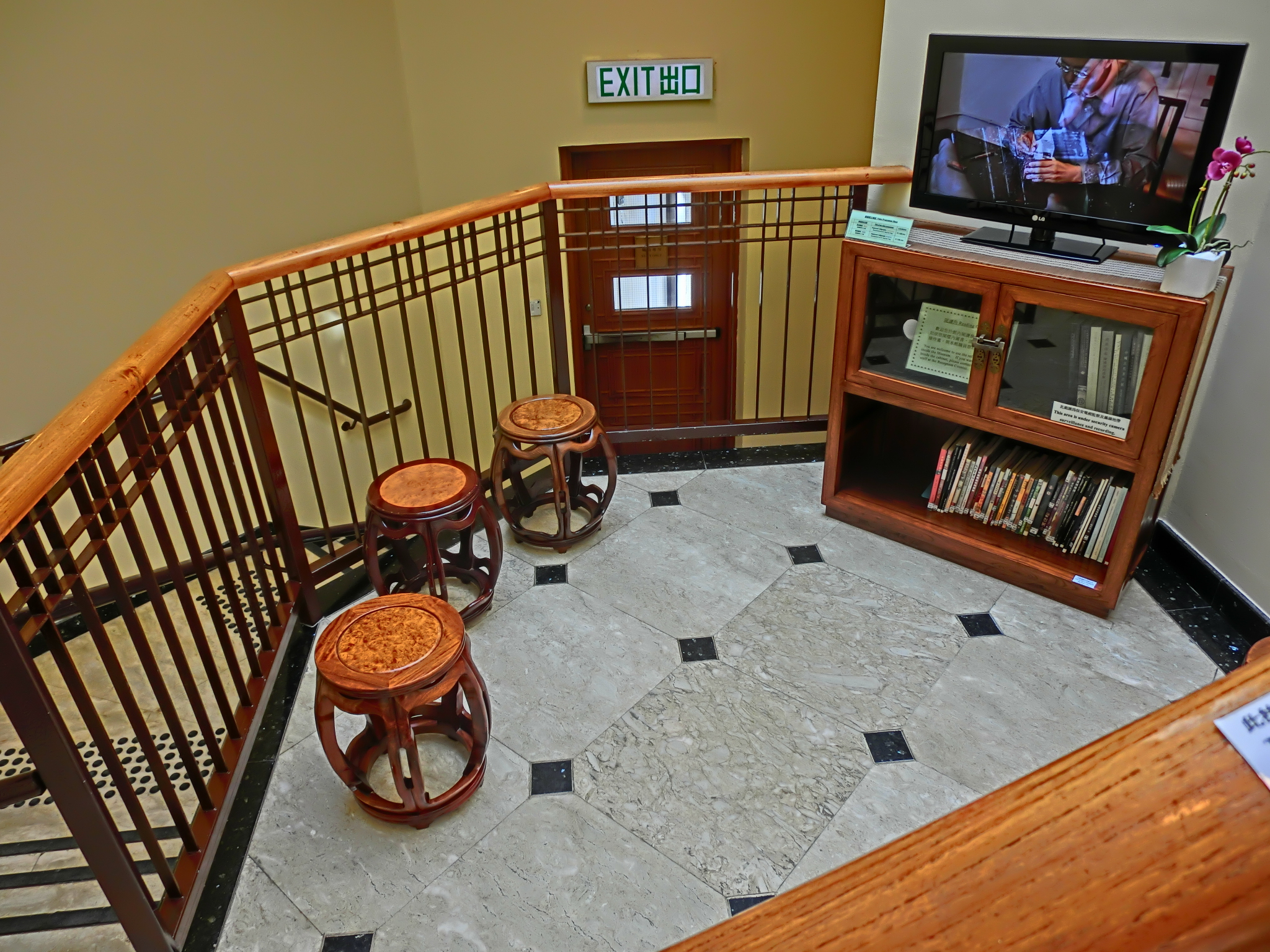
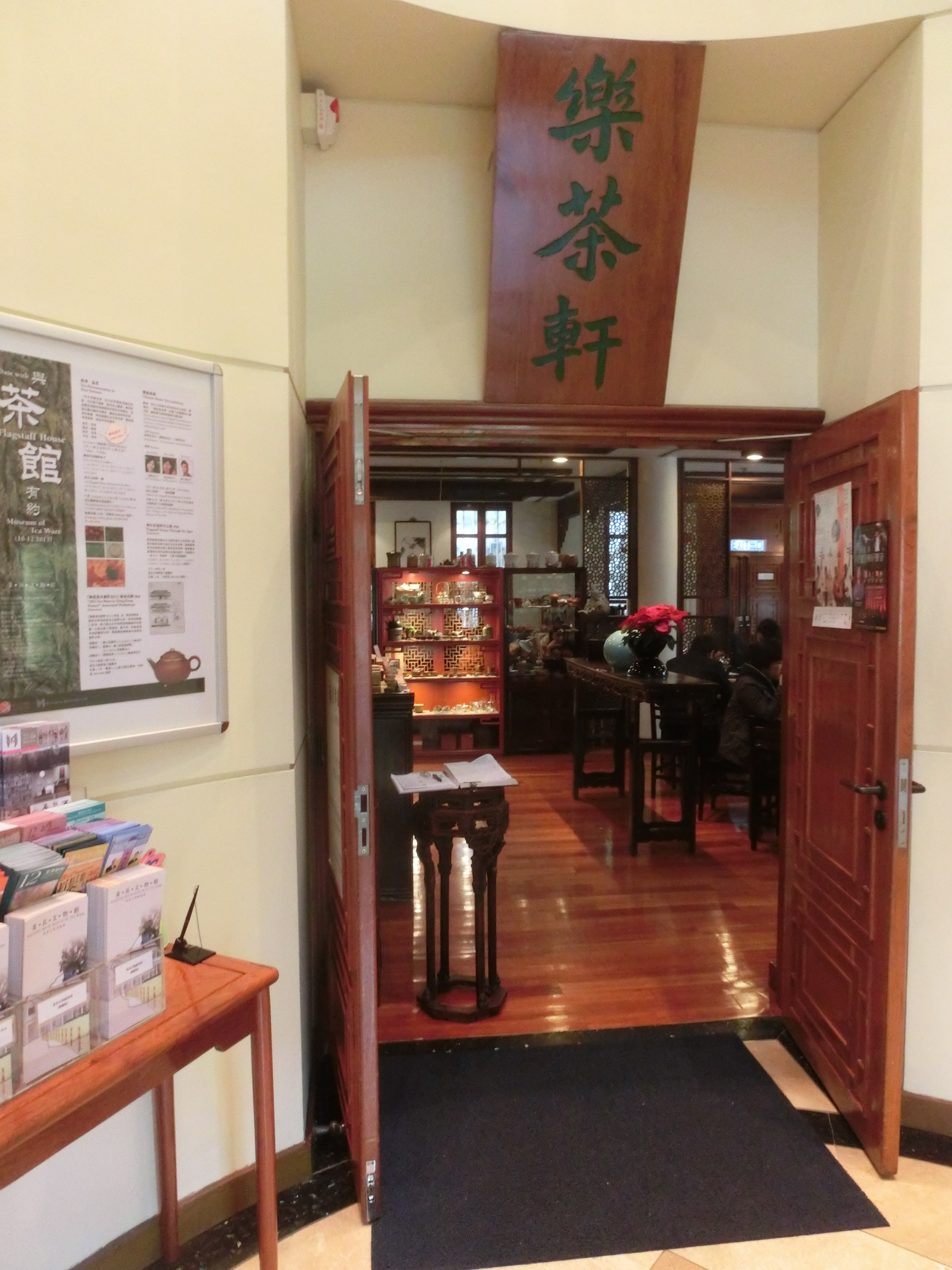
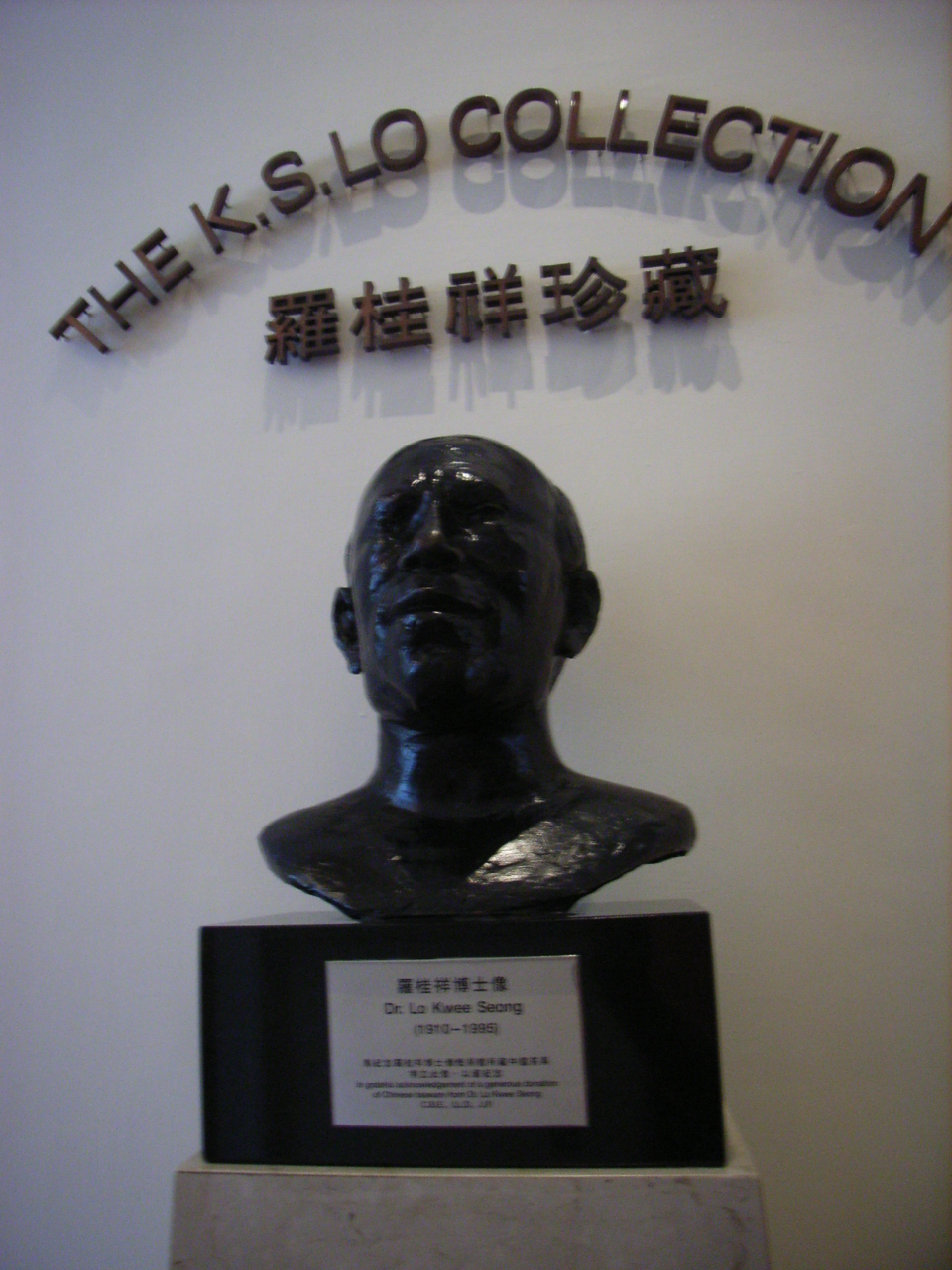
Доктор К. С. Ло
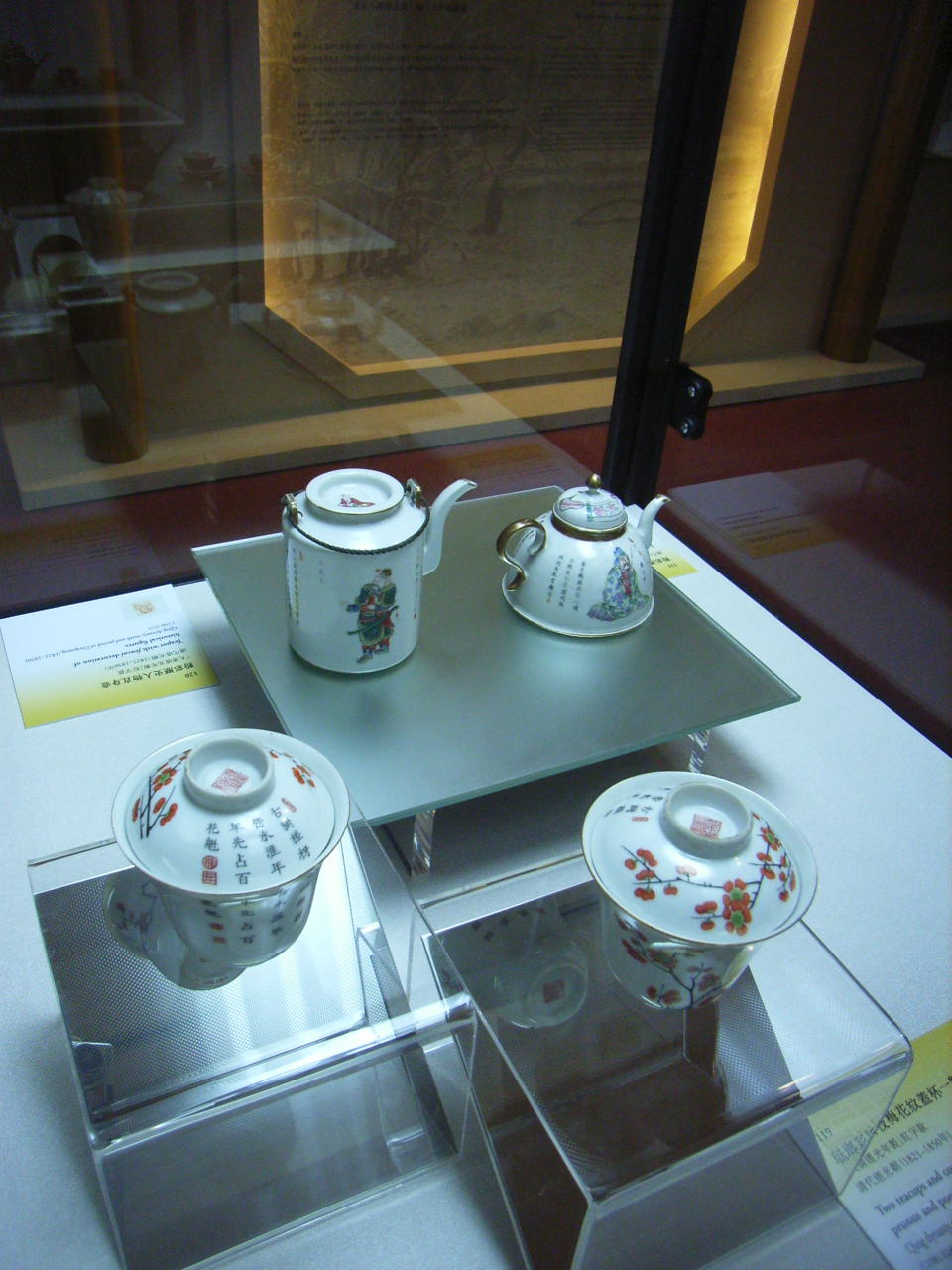
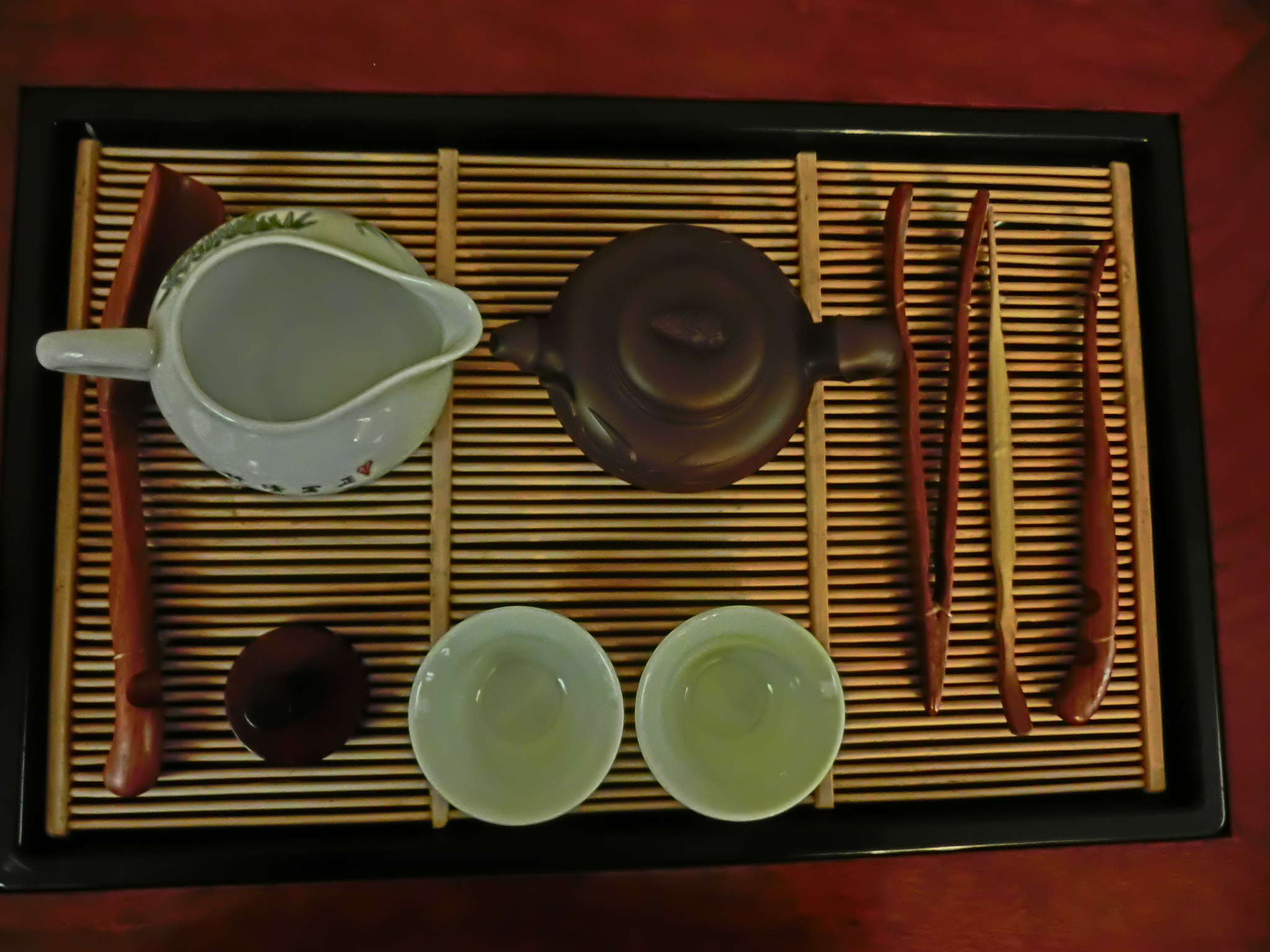
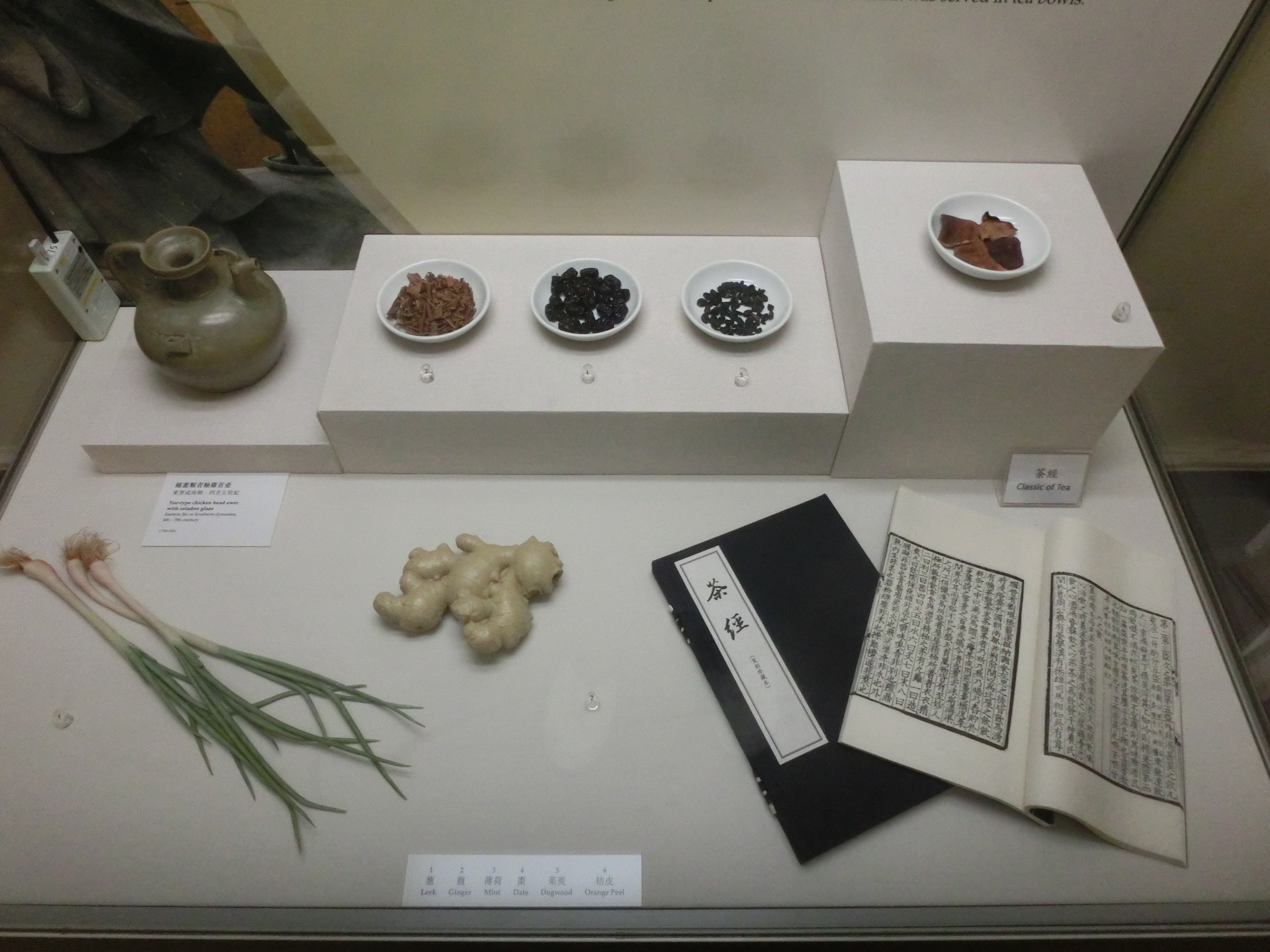
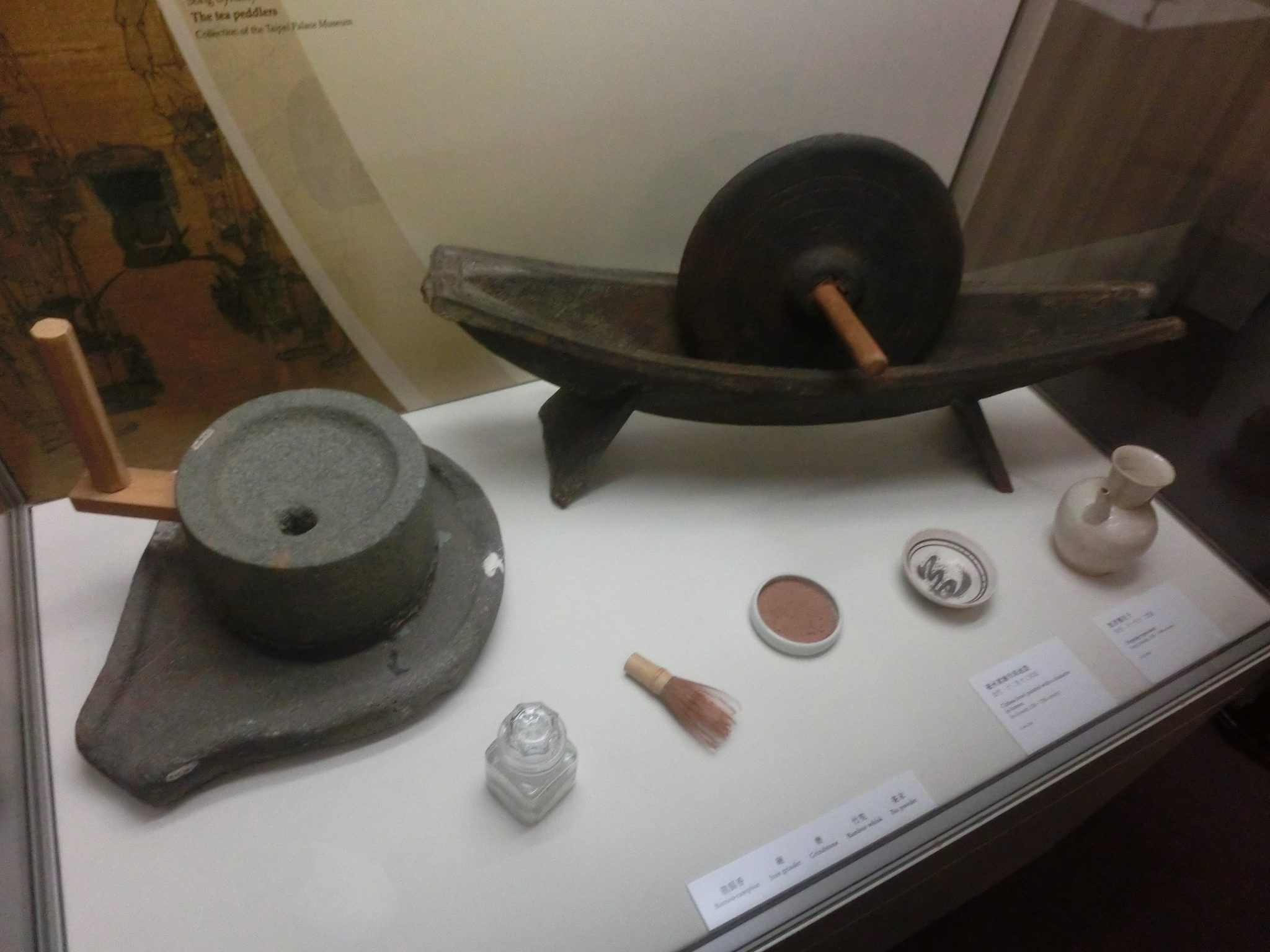